# Ruslan Khasbulatov
Ruslan Imranovich Khasbulatov, em russo: Русла́н Имранович Хасбула́тов, em checheno: Хасбола́ти Имра́ни кIант Руслан (Tolstoy-Yurt, 22 de novembro de 1942 – Moscovo, 3 de janeiro de 2023)  foi um economista e político russo e ex-presidente do Parlamento da Rússia, de ascendência chechena, que desempenhou um papel central nos eventos que levaram à crise constitucional de 1993 na Federação Russa.

## Começo de vida
Khasbulatov nasceu em Tolstoy-Yurt, um vilarejo próximo a Grozny, capital da Chechênia, em 22 de novembro de 1942. Em fevereiro de 1944, ele foi deportado para a Ásia Central durante as deportações chechenas.
Depois de estudar em Almaty, na República Socialista Soviética Cazaque, Khasbulatov mudou-se para Moscou em 1962, onde estudou direito na prestigiada Universidade Estatal de Moscou. Depois de se formar em 1966, ele se filiou ao Partido Comunista da União Soviética. Ele continuou seus estudos, concentrando-se no desenvolvimento político, social e econômico dos países capitalistas, e recebeu vários diplomas de nível superior entre 1970 e 1980. Durante as décadas de 1970 e 1980, publicou vários livros sobre economia e comércio internacional.

## Carreira política

### Entrada na vida política
No final da década de 1980, Khasbulatov começou a trabalhar em estreita colaboração com Boris Iéltsin, um rebelde em ascensão no Partido Comunista. Ele foi eleito para o Congresso dos Deputados do Povo da RSS da Rússia em 1990. Ele acompanhou Yeltsin na resistência bem-sucedida à tentativa de golpe em 1991. Deixou o Partido Comunista em agosto de 1991 e, em 29 de outubro de 1991, foi eleito presidente do Soviete Supremo da Rússia.

### Crise Constitucional de 1993
Khasbulatov foi um aliado de Iéltsin nesse período e desempenhou um papel fundamental na liderança da resistência à tentativa de golpe de estado em 1991. No entanto, ele e Iéltsin se afastaram após o colapso da União Soviética no final de 1991.
Após o colapso da URSS, Ruslan Khasbulatov consolidou seu controle sobre o parlamento russo e tornou-se o segundo homem mais poderoso do país, atrás apenas do presidente Boris Iéltsin. Entre outros fatores, o crescente choque de egos entre Khasbulatov e Iéltsin culminou na crise constitucional russa de 1993, quando Khasbulatov, juntamente com o vice-presidente Alexander Rutskoi, liderou o Soviete Supremo da Rússia em uma disputa de poder contra o presidente. O conflito resultou em um violento confronto entre as forças leais ao Executivo e as leais ao Legislativo, incluindo o bombardeio da Casa Branca, sede do parlamento, e a subsequente dissolução do Soviete Supremo em outubro de 1993.
Khasbulatov foi preso junto com outros líderes do parlamento. Em 1994, a recém-eleita Duma o perdoou junto com outros líderes importantes da resistência anti-Ieltsin.

### "Missão de paz do Professor Khasbulatov"
Em 1994, ele organizou a chamada “Missão de Manutenção da Paz do Professor Khasbulatov”. Ele viajou para a Chechênia, tentando organizar negociações entre o líder separatista, o presidente da Ichkeria, Dzhokhar Dudayev, e a oposição anti-Dudayev, bem como as autoridades russas. No entanto, a missão não foi bem-sucedida, pois as partes não estavam dispostas a fazer concessões, além disso, na época, a popularidade de Dudayev na Chechênia era extremamente alta, e o próprio Khasbulatov se juntou essencialmente à oposição anti-Dudayev.
Poucos meses antes de as tropas russas entrarem na Chechênia, em 20 de agosto de 1994, Khasbulatov, em um comício na cidade de Shali, na Chechênia, pediu a criação de uma comissão de reconciliação e a assinatura de um acordo sobre o não uso de armas por grupos armados uns contra os outros.
Em 21 de agosto do mesmo ano, uma estação de rádio de apoiadores de Khasbulatov começou a funcionar no vilarejo de Tolstoy-Yurt. Graças ao seu surgimento, as pessoas começaram a falar sobre a “missão de manutenção da paz do professor Khasbulatov”. Sete grupos armados se juntaram à missão.
Em 25 de agosto, Dudayev discursou em um comício de seus apoiadores e, entre outras coisas, declarou:
 
O objetivo de Khasbulatov é provocar uma guerra na Chechênia para retornar à arena política russa com o sangue dos chechenos.
Em 26 de agosto, as agências de notícias informaram que 20 grupos armados já haviam se juntado à missão de manutenção da paz de Khasbulatov. Umar Avturkhanov, líder da oposição anti-Dudayev e presidente do Conselho Provisório, e Khasbulatov se encontram no vilarejo de Znamenskoye, no distrito de Nadterechny, e concordam em ações conjuntas contra o regime de Dudayev.
Em 29 de agosto, em uma reunião de líderes de grupos de oposição que incluíam figuras como: Umar Avturkhanov, Khasbulatov, Ruslan Labazanov e Bislan Gantamirov, realizada no distrito de Nadterechny, foi decidido unir as ações dos oponentes do regime sob a égide do Conselho Temporário da República Chechena.
Em 7 de setembro, representantes da missão chegaram à sede da oposição anti-Dudayev, o Conselho Temporário da República Chechena, para elaborar uma estratégia para outras ações conjuntas.
Com a eclosão das hostilidades no fim daquele ano, Khasbulatov retornou a Moscou, onde continuou a trabalhar em seu departamento no instituto.
Em 1995, quando o estágio ativo do conflito militar estava se desenrolando na Chechênia, Khasbulatov, que, de acordo com o jornal Vremya Novostei, tinha influência na diáspora chechena, ofereceu-se novamente para atuar como mediador. Entretanto, as autoridades russas recusaram seus serviços. Em 2005, Khasbulatov alegou que Dudayev havia conspirado com Iéltsin quando este quis privá-lo (Khasbulatov) de seu cargo.

### Política chechena
Khasbulatov considerou concorrer como candidato na eleição de 2003 para Presidente da República Chechena, após a Segunda Guerra da Chechênia, mas acabou optando por não concorrer. Na eleição para presidente da Chechênia em 2021, ele apoiou o atual presidente Ramzan Kadyrov.

## Vida posterior e morte
Após o fim de sua carreira política, Khasbulatov retornou à sua profissão anterior de professor de economia como fundador e chefe do Departamento de Economia Internacional da Academia Russa de Economia Plekhanov (REA). Ele continuou a comentar sobre os acontecimentos políticos na Rússia. Khasbulatov faleceu em sua residência em Moscou no dia 3 de janeiro de 2023 e foi sepultado em Tolstoy-Yurt, seu povoado natal.